# 小林寬澄
小林寬澄（日语：小林寛澄，1919年9月2日—2019年1月16日），前日本皇軍和中國八路軍軍人，曾參與抗日戰爭及國共內戰。他在2019年1月16日於日本去世，是最後一名離世的日本籍八路軍老兵。

## 生平
小林寬澄出生在一個和尚世家，他的父親是寺庙的方丈，在他的教導下小林寬澄在19歲時考取了和尚的資格。

### 軍隊生涯
1940年夏天，小林寬澄被日本政府徵召加入軍隊後派往中國山東省，1941年6月，他身處的小分隊在山東省牟平縣被八路軍伏擊後被俘虜，在被抓初時曾試圖用各種方法逃跑和自殺，但都被八路軍阻止，隨後在八路軍的優待俘虜政策感召下於9月18日加入八路軍，進行反戰宣傳工作，先後擔任反戰聯盟支隊長、支部書記等職務，在1942年和1943年先後兩次到山東省新泰縣龍亭區工作，他在距離日軍據點僅300至400米的地方對日軍據點進行反戰宣傳，以前侵華日軍的身份勸說對方停止侵略，又歌唱日本民歌以喚起對方對家鄉和親人的思念。

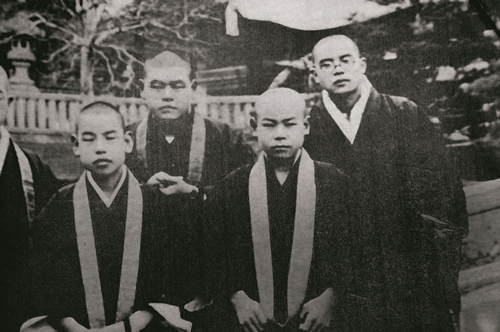
1939年出征前夕的小林寬澄（前排右一）

抗日戰爭結束後，國共內戰爆發，小林寬澄奉命於中國東北參戰。1948年，他擔任濟南市人民政府外事辦幹部，專門負責管理日僑歸國工作，有部分日軍戰俘和僑民都由他的協調下得以順利回國。1953年，小林寬澄以內蒙古豐鎮人民醫院副院長的假身份開始為回國做準備，他在當地經介紹下結識了四野部隊中的一名日籍女護士，他們在豐鎮生活了三年，期間兩人結婚生子。1955年，小林寬澄帶著妻兒從天津港坐船回到日本。

### 歸國生活
在中國大陸生活了15年的小林寬澄歸國後，他的身份被日本政府鎖定並被列入公安的監控名單中直到1985年。小林寬澄回國後在一艘貨輪上當翻譯，一直工作到75歲，退休後他擔任日本八路軍新四軍老戰士會會長，該組織稱「椰子會」，以「椰子」的日文讀音「八·四」代表八路軍和新四軍。此外，他生前在日本四處演講，講述和揭露日軍侵華的歷史真相。
2005年9月3日，小林寬澄應邀到北京參加紀念抗戰勝利60週年大會，受到前中共中央總書記胡錦濤接見。2008年，小林寬澄重返內蒙古豐鎮市人民醫院，受到熱烈歡迎，他後來回憶說：「大家都出來鼓掌，還給我送鮮花，請我喝茅台酒，我感覺彷彿又回到了過去的革命時代，體驗到了革命同志的親情。」
2010年6月，小林寬澄回到山東濟南、泰安、臨沂等地，花十多天時間尋找昔日的八路軍老戰友，回望自己曾經戰鬥和生活過的地方。2015年9月，他受邀到北京參加紀念中國人民抗日戰爭暨世界反法西斯戰爭勝利70周年大會，中共中央總書記兼中共中央軍委主席習近平親自為小林寬澄頒發並佩戴中國人民抗日戰爭勝利70周年紀念章，一同獲頒發紀念章的另有30人或其遺屬代表。
2019年1月16日，他在日本去世，成為約千名日本籍八路軍中最後一名離世的人。

## 家庭

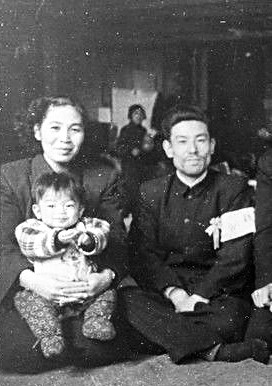
小林與家人返回日本前的合影

小林寬澄和他的妻子生有一子一女，兒子名為小林憲明，於1954年出生，由於當年中華人民共和國第一部社會主義憲法通過、頒布，故取名「憲明」；女兒則取名「豐子」，以纪念小林一家的第二故鄉豐鎮。